# Andrew S. Tanenbaum
Andrew Stuart "Andy" Tanenbaum (16 de marzo de 1944), también conocido como ast o Papá Tanenbaum, es profesor de ciencias de la computación estadounidense  en la Universidad Libre de Ámsterdam, Países Bajos.
Tanenbaum es conocido por ser el creador de Minix, una réplica gratuita del sistema operativo UNIX con propósitos educativos.

## Educación
Tanenbaum nació en la ciudad de Nueva York, Estados Unidos en el seno de una familia judía ortodoxa. Creció en White Plains. Se licenció en física en el Instituto Tecnológico de Massachusetts (más conocido como MIT), en 1965.
En 1971 consiguió el doctorado en física en la Universidad de California, Berkeley.
Posteriormente se trasladó a los Países Bajos para vivir con su esposa, pero aún conserva la ciudadanía estadounidense.
Desde 2004 es profesor de Arquitectura de ordenadores y sistemas operativos en la Universidad Libre de Ámsterdam (Vrije Universiteit Amsterdam) donde lidera un grupo de sistemas de computación.

## Sistemas operativos
En 1987 creó el sistema operativo Minix, un sistema Unix-like gratuito con propósitos educativos, que posteriormente inspiró Linux.
En 1992 participó en Usenet en un encendido debate con Linus Torvalds, el creador de Linux, sobre los méritos de la idea de Linus de utilizar un núcleo monolítico en vez de los diseños basados en un micronúcleo que Tanenbaum creía que serían la base de los sistemas operativos futuros. Dicho debate se originó en el grupo de noticias comp.os.minix cuando Andrew envió un mensaje con el título LINUX is obsolete (en español, LINUX está obsoleto).
Tanenbaum es el autor, junto a otros miembros de la Universidad Libre de Ámsterdam, del sistema operativo distribuido de investigación Amoeba, basado en una arquitectura de micronúcleo. Tanenbaum también es el creador de Globe, un software que provee una infraestructura para un sistema distribuido a nivel mundial.

## Libros
- 1981, Redes de computadoras, ISBN 0-13-066102-3
- Sistemas operativos: diseño e implementación , ISBN 0-13-638677-6
- Sistemas operativos modernos , ISBN 0-13-031358-0
- Structured Computer Organization, ISBN 0-13-148521-0
- Distributed Systems: Principles and Paradigms, ISBN 0-13-088893-1

## Electoral-vote.com
En 2004 crea Electoral-vote.com, un sitio web donde se analizaban los sondeos de opinión para las elecciones presidenciales de Estados Unidos de 2004 para prever cual sería la composición del Colegio Electoral.
Durante la mayor parte de campaña, Tanenbaum oculta su identidad bajo el seudónimo de «Votemaster», aunque reconociendo que tiene una preferencia personal por el candidato John Kerry. El 1 de noviembre de 2004, el día anterior a las elecciones, Tanenbaum revela su identidad y las razones por las que creó la página web.
La web se ha mantenido activa en los siguientes procesos electorales, y a día de hoy continúa agregando sondeos y comentando la actualidad política. Andrew Tanenbaum cuenta actualmente con la colaboración del historiador Christopher Bates para este proyecto.

## Premios
Tanembaum ha recibido diversos premios por su trabajo:
- 1994 ganador de Karl V. Karlstrom ACM Premio de Educador Excepcional.
- Premio al trabajo distinguido, 10.º Simposio ACM a Principios de Sistema Operativo.
- Puesto en una lista en Quién es Quien en el Mundo.
- 1997 ganador de ACM CSE Contribuciones Excepcionales a Premio de Educación de Ciencias Informáticas.
- 2002 ganador del premio de Excelencia de Libro de texto Texty.
- 2003 ganador del premio de TAA McGuffey.
- 2004 miembro de la Real Academia Holandesa de Artes y Ciencias.[3]
- 2007 recibe la IEEE James H. Mulligan, Jr. Education Medal.[4]